# Тони Шалуб
Ентони Маркус Шалуб (енгл. Anthony Marcus Shalhoub; рођен 9. октобра 1953) је амерички глумац либанског порекла. Освојио је три Награда Еми и једном је освојио Награду Златни глобус за главну улогу у серији Манк.
Прославио се као глумац и редитељ серије Манк у којој глуми опсесивно-компулзивног детектива који често помаже Полицијском одељењу Сан Франциска да реши случајеве које нико други не успева решити. Пре него је почео глумити Ејдријана Манка, Тони Шалуб, био је познат као Антонио Скарпаћи, сицилијански возач таксија у серији Крила, телевизијске куће Ен-Би-Си, у којој је глумио од 1991. до 1997.
Глумио је и у филмовима Човек који није био ту, Људи у црном, Тринаест духова, Галактичка пустоловина и Вредности породице Адамс.
Шалуб је глумио у високобуџетном трилеру Опсада из 1998. године, у којем су још глумили Дензел Вошингтон, Анет Бенинг и Брус Вилис. Његов лик, агент ФБИ-ја, Френк Хадад, пореклом је са Блиског истока и трпи дискриминацију након терористичког напада на Њујорк.